# باريسا (كومونة)
باريسا، (بالإنجليزية: Baressa)‏، (سردينيا: أريسا)، هي بلدية، في مقاطعة أوريستانو، في إقليم سردينيا الإيطالي، وتقع على بعد حوالي 60 كم (37 ميل) شمال غرب كالياري، وحوالي 35 كم (22 ميل) جنوب شرق أوريستانو.

## السكان
في سنة 1861 بلغ عدد السكان 662 نسمة، وتطور العدد ليصل في سنة 2011 لـ 723 نسمة.
يظهر هذا المخطط البياني تطور النمو السكاني لـ باريسا (كومونة)